# Pierre Stolze
Pierre Stolze (n. 12 aprilie 1952 în Metz) este un scriitor francez de literatură științifico-fantastică. În 1991 a câștigat Premiul Rosny-Aîné.

### CiclulPeyr de la Fièretaillade
- 1986 : Marilyn Monroe et les Samouraïs du père Noël, éd. J'ai lu - SF, nr. 1962
- 1996 : Greta Garbo et les crocodiles du Père Fouettard, éd. Hors Commerce, nr. 11
- 2002 : Marlène Dietrich et les bretelles du Père Éternel (roman), editura Hors Commerce, nr. 31

### CiclulIsidore
- 2002 : Isidore et le Premier Empereur (roman pentru adolescenți), editura Nestiveqnen Jeunesse
- 2003 : Isidore et la pharaonne (roman pentru adolescenți), editura Nestiveqnen Jeunesse
- 2005 : Isidore et le serpent à plumes (roman pentru adolescenți), editura Nestiveqnen Jeunesse

## Traduceri în limba română
- Marilyn Monroe et les Samouraïs du père Noël a fost tradusă sub titlul Magicianul Cosmosului de P. Popescu, Editura Abeona - C.E.I.T., 1993